# Spilogona reflecta
Spilogona reflecta är en tvåvingeart som först beskrevs av Huckett 1932.  Spilogona reflecta ingår i släktet Spilogona och familjen husflugor. Inga underarter finns listade i Catalogue of Life.